# 达卡证券交易所
达卡证券交易所（孟加拉語： Dhaka stôk ekschenj），位于孟加拉国达卡，是孟加拉国两个证券交易所之一（另一个是吉大港证券交易所）。2020年，上市公司总市值超过460亿美元。 

## 历史
1954年4月28日东巴基斯坦证券交易协会有限公司成立，并于1956年正式开市。1962年6月23日更名为东巴基斯坦证券交易所有限公司。1964年5月13日再次更名为达卡证券交易所有限公司。孟加拉国解放战争后交易中断，1976年重新开始交易，1986年9月16日开始编制DSE指数。1993年11月1日IFC更改了DSE指数的计算公式。自动交易于1998年8月10日引入，并于 2001年1月1日正式启用。中央证券存管系统于2004年1月24日引入。
2009年11月16日，DSE基准指数首次突破4000点，达4148点。 2010年，该指数冲破8500点，最终在2011年第一季度大跌。成百上千万投资者血本无归，走上街头指责投机者和监管机构造成泡沫，泡沫最终在2011年孟加拉股市骗局中破灭。
目前交易所共有22个板块，578家上市公司。

## 形成
达卡证券交易所是根据1994年公司法、1993年证券交易委员会法、1994 年证券交易委员会条例和 1994 年证券交易（内幕交易）条例组建和管理的公众有限公司。发行股本为50万塔卡，分为250股，任何个人或公司都不能购买超过一股。根据规则，只有会员才能参与交易和为自己或客户购买股票。目前有会员238人。2007年，上市股票市值达90亿美元；2009年，市值达274亿美元。

## 管理
达卡证券交易所的管理和运营委托给25名成员组成的董事会。其中12位是从指数成分股公司中选出的，另外12位是从不同的行业机构和相关组织中选出的。另有一位交易所CEO是董事会的当然成员。据报道，政府已任命在达卡大学任教银行和保险的史卜利·伊斯兰教授为孟加拉国证券交易委员会主席。
以下组织目前在交易所董事会中担任职务：
- 孟加拉银行
- ICB –孟加拉国投资公司
- 孟加拉国特许会计师协会会长
- 孟加拉工商会联合会会长
- 大都会商会会长
- 达卡大学金融系教授
- 达卡工商会会长

## 交易

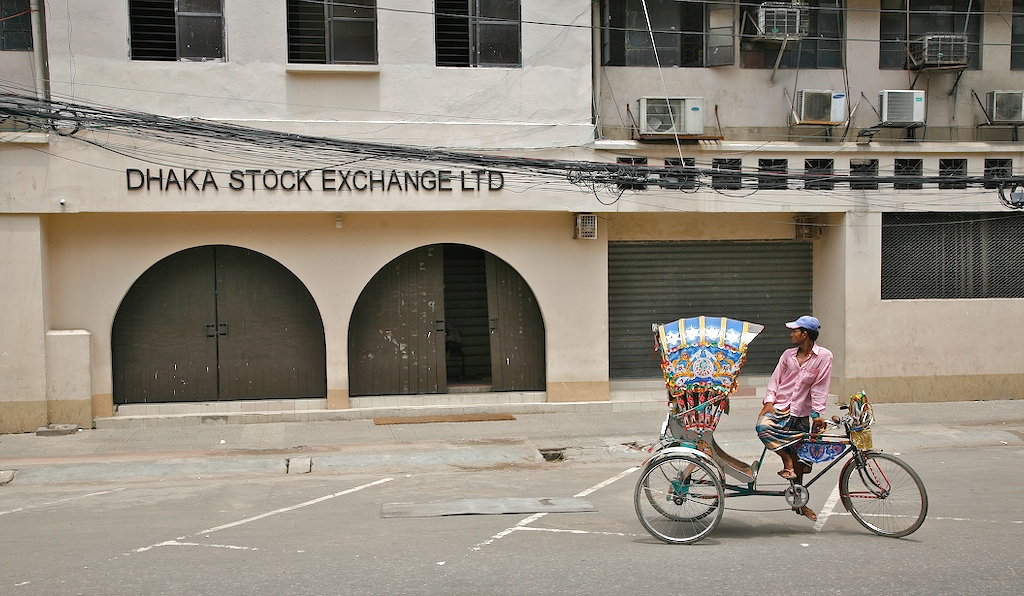
达卡证券交易所

达卡证券交易所的交易时间为周日至周四10:00–14:30，交易所提前宣布的假期除外。斋月期间交易所提早在14:00收盘。
共有599家公司在本证券交易所上市。 证券交易所在完全平等和竞争的条件下促进上市证券交易的透明度。上市有利于公司、投资者和广大公众。

## 2010-2011 年股灾
2010年11月牛市转为熊市，指数在2010年12月至2011年1月间下跌了1800点。成百上千万投资者因市场崩盘血本无归。这场股灾被认为是人祸，以牺牲散户为代价，使少数庄家获利。 

## 扩展阅读
- Mansur, Ahsan H. . Forum (The Daily Star). April 2010  [5 April 2010]. （原始内容存档于2010-04-12）.
- Solaiman, Md Noor. . Newspaper (The Financial Express). October 2012  [5 April 2010]. （原始内容存档于2017-07-20）.